# Flat (Alaska)
Flat ist ein aufgegebener Ort und ein census-designated place (CDP) in der Yukon-Koyukuk Census Area in Alaska in den Vereinigten Staaten. Das U.S. Census Bureau hatte bei der Volkszählung 2020 eine Einwohnerzahl von 0 ermittelt.

## Geographie
Flat befindet sich im Westen von Alaska auf einer Höhe von 89 m. Der Ort befindet sich 450 km westnordwestlich von Anchorage am linken Flussufer des Otter Creek, etwa 27 Kilometer oberhalb dessen Mündung in den Iditarod River. Der ebenfalls verlassene Ort Iditarod befindet sich 11 km nordnordwestlich. Weitere Orte im Umkreis sind Shageluk und Holy Cross. Flat verfügt über den Flugplatz Flat.

## Geschichte
Die Prospektoren John Beaton und W. A. Dikeman entdeckten am 25. Dezember 1908 am Otter Creek Gold. In der Folge strömten zahlreiche Goldsucher in das Gebiet. Im Jahr 1910 lebten etwa 400 Menschen in einem namens „Flat City“. 1912 wurde ein Postamt eröffnet. Bis zum Jahr 1914 wuchs der Ort auf etwa 6000 Menschen an. Im Jahr 1920 lebten 158 Menschen in Flat. Bei einem Brand im Jahr 1924 wurde ein Großteil von Flat zerstört. Bis zum Jahr 1930 sank die Einwohnerzahl auf 124. Zwischen 1986 und 2000 lebte im Wesentlichen eine 5-köpfige Familie ganzjährig in Flat. 
„Birch Creek“ tauchte beim United States Census 1920 in der Kategorie „unincorporated village“ auf. Von 1960 bis 1990 wurde der Ort nicht beim Zensus berücksichtigt. Beim United States Census 2000 erschien der Ort als census-designated place.

## Demografie
Zum Zeitpunkt der Volkszählung im Jahre 2020 (U.S. Census 2020) hatte die Flat CDP 0 Einwohner auf einer Landfläche von 415,09 km².
Beim Census im Jahr 2000 wurden 4 Einwohner gezählt, 2010 waren es 0.